# Teófilo Braga
Joaquim Teófilo Fernandes Braga (24. února 1843 Ponta Delgada – 28. ledna 1924 Lisabon) byl portugalský spisovatel a politik. Byl jedním z vůdců portugalské revoluce roku 1910 a zakladatel první portugalské republiky. Vedl republikánskou prozatímní vládu po svržení krále Manuela II. a byl zvolen druhým prezidentem republiky, byť jím byl jen krátce, pět měsíců v roce 1915. Byl proslulý svým protináboženským a protimonarchistickým zaměřením.

## Život

### Mládí a literární dráha
Narodil se na Azorských ostrovech. Jeho otec byl pravděpodobně potomkem jednoho z nemanželských dětí krále Jana V. Jeho babička z matčiny strany byla zase nemanželským dítětem krále Allfonse III. K jeho předkům patřil i mořeplavec Goncalvo Velho Cabral. Jeho strýcem byl filozof Antero de Quental. Teófilo byl nejmladším ze sedmi dětí, z nichž tři zemřely v dětství. Teófilův otec ovdověl, když byly Teófilovi pouhé tři roky (matka zemřela ve věku 31 let). Otec se po dvou letech oženil se ženou, která se k Teófilovi podle jeho svědectví chovala špatně. Útočiště chlapec hledal v literatuře, jednak ve veřejné knihovně v Ponta Delgada a také v osobní knihovně vikomta z Praie, v jehož domě byl otec po nějakou dobu soukromým učitelem vikomtových dcer. První verše publikoval v novinách A Estrela Oriental. V patnácti letech (1859) vydal díky podpoře vikomta z Praie knihu veršů nazvanou Folhas Verdes. Vystudoval střední školu v Ponta Delgada (kde byl jeho otec učitelem), poté začal studovat na univerzitě v Coimbře práva. V Coimbře se zapojil i do literárního života, připojil se ke skupině svého strýce Antero de Quentala známé jako Questão Coimbra. Nejvíce na sebe upozornil sbírkou Odes Modernas, šokujícím militantním dílem, které zpochybnilo portugalskou konstituční monarchii, její třídní společnost a náboženskou hierarchii. To vybudilo prudkou reakci konzervativních autorů z Lisabonu (António Feliciano de Castilho aj.), kteří začali útočit na Bragu i jeho strýce jako na "obrazoboreckou školu zkaženého vkusu a vysoké škodlivosti.“ Následovala série vášnivých polemik a výpadů, do níž se Teófilo zapojil zejména svým dílem s výmluvným názvem As Teocracias Literárias (Literární teokracie). Spory začaly Bragu ohrožovat i existenčně a hlavně ho znechutily tak, že se odvrátil od literatury a začal se mnohem více věnovat vědě a filozofii. Přijal přitom především principy pozitivismu.

### Vědecká práce
V dubnu 1868 se Teófilo oženil s Marií do Carmo Xavierovou (1841–1911). Byla z bohaté rodiny, ale jejich společný život byl tragický, poznamenaný předčasnou smrtí všech tří jejich dětí: Joaquima zemřela těsně po narození (1869), Teófila ve třinácti letech (1886) a Maria da Graça v šestnácti (1887).
Absolvoval roku 1868. V roce 1872 získal titul doktora práv. Spolu s Júliem de Matosem založil v roce 1878 časopis O Positivismo (vycházel do roku 1882). Psal práce o filozofii, sociologii, dějinách literatury, začal se zajímat o etnografii a folklór. Byl velmi plodným autorem, ale někdy byl obviňován z plagiátorství. Zejména pozitivismus Augusta Comta ho stále více táhl k politice a republikanismu a antiklerikalismu. V Portugalsku bylo v té době jen asi 50 000 jedinců (v šestimilionové populaci), kteří se prohlašovali za nekatolíky. Přesto se skupina kolem Bragy pustila do vášnivé proticírkevní a protimonarchické kampaně, zejména v novinách A Vanguarda, O Século a O Rebate.

### Politická kariéra
V letech 1879 až 1881 zformuloval Braga nejvíce svých politických myšlenek, v knihách jako Soluções Positivas da Política Portuguesa (Positivistická řešení portugalské politiky), História das Ideias Republicanas em Portugal (Historie republikánských idejí v Portugalsku) a Dissolução do Sistema Monárquico-Representativo (Rozbití monarchicko-reprezentativního systému. Politicky aktivním se stal v roce 1878, kdy kandidoval do parlamentu jako nezávislý republikán. Vstoupil do Republikánské strany a spolupracoval s Franciscem Homem Cristem. Politická situace v Portugalsku se po britském ultimátu z roku 1890 zhoršila. Účastnil se povstání v Portu 31. ledna 1891. Teófilo a Cristo se během něj pokusili získat sympatie armády, ale byli z velké části neúspěšní. Po neúspěchu spiknutí oba kritizovali lisabonské republikány za nedostatek pomoci rebelům v Portu. Diktatura vytvořená João Francem po květnu 1907 (podporovaná králem Carlosem) byla další z krizí, která vedla ke korozi monarchistických ideálů a kdysi zcela menšinoví republikáni začali cítit reálnou šanci na společenskou změnu.
V lednu 1910 se Braga dostal do vedení Republikánské strany. Dne 28. srpna 1910 byl zvolen poslancem za Lisabon. Ráno 4. října 1910 začala revoluce a trvala do druhého dne. Teófilo Braga se postavil do čela prozatímní vlády Portugalské republiky. Republikánská strana se rychle rozštěpila. Braga a jeho frakce Partido Democrático si přáli, aby prvním prezidentem byl zvolen Bernardino Machado. Ale nově vzniklé frakce Partido Evolucionista a União Republicana prosadily volbu Manuela de Arriagy. V květnu 1915 byl druhým prezidentem zvolen sám Braga, po náhlé rezignaci Arriagy, který se cítil zahanben tím, že do čela vlády prosadil generála Pimenta de Castra, který nastolil diktaturu, jež byla rychle svržena. Ve funkci Braga ovdověl, od té doby byl samotář a většinu času trávil ve své knihovně.
Ve své poslední vůli vyjádřil přání být pohřben bez obřadu. Zemřel ve věku 80 let a byl pohřben v jeronimitském klášteře v Belému v Lisabonu.

### Poezie
- Visão dos Tempos (1864)
- Tempestades Sonoras (1864)
- Torrentes (1869)
- Miragens Seculares (1884)
- Poesia do Direito (1865)
- "A noiva do corvo"

### Próza
- Contos Fantásticos (1865)
- Viriato (1904)

### Eseje a odborné
- As Teorias Literárias – Relance sobre o Estado Actual da Literatura Portuguesa (1865)
- Antologias: Cancioneiro Popular (1867)
- História da Poesia Moderna em Portugal (1869)
- História da Literatura Portuguese (Introdução) (1870)
- História do Teatro Português (1870–1871) – 4 díly
- Teoria da História da Literatura Portuguesa (1872)
- Manual da História da Literatura Portuguesa (1875)
- Bocage, sua Vida e Época (1877)
- Parnaso Português Moderno (1877)
- Traços gerais da Filosofia Positiva (1877)
- História do Romantismo em Portugal (1880)
- Contos Tradicionais do Povo Português (1883)
- Sistema de Sociologia (1884)
- Camões e o Sentimento Nacional (1891)
- As Lendas Christãs (1892)
- História da Universidade de Coimbra (1891–1902) – 4 díly
- História da Literatura Portuguesa (1909–1918) – 4 díly